# Chiesa di San Domenico (Castiglione del Lago)
La chiesa di San Domenico è situata nel borgo cinquecentesco di Castiglione del Lago, in via del Forte. Fu fatta erigere, nel 1636, dall'ultimo duca della Corgna Fulvio II Alessandro (1589-1647) per ottemperare ad un voto fatto al santo di Guzmán.

## Storia e descrizione
La piccola chiesa è significativa per la storia della famiglia della Corgna che amministrò Castiglione del Lago, dal 1563 al 1647, con il titolo marchionale, prima, ducale, poi. La sua costruzione fu motivata dall'adempimento di una promessa fatta all'immagine di san Domenico di Soriano Calabro dal duca Fulvio II Alessandro, affinché la moglie guarisse da una grave gangrena al braccio (sono tuttora conservati gli strumenti che servirono per l'operazione).
Lo scrittore umbro Guido Lana ha documentato la veridicità del fatto verificatosi nel 1636 La duchessa Eleonora de Alarcón y Mendoza, nata il 30 novembre 1584, era figlia di Isabella de Mendoza e di Ferdinando Pietro, marchese della Valle Siciliana e di Rende, barone di Fiumefreddo (1562-1591). I suoi fratelli erano: Francesco, Andrea (questi, dopo la guarigione della sorella, donò alla chiesa una croce reliquiario in cristallo di rocca ed ebano), Diego, Claudia e Alvaro: dimoravano soprattutto nel castello di Rende in Calabria.
La chiesa, in stile barocco secondo il gusto del tempo, è composta da due vaste aule: la prima corrisponde a quella dove si celebrano i riti religiosi, la seconda alla sacrestia, in cui vengono conservate le reliquie (tra cui il busto di santa Barbara, donato dalla duchessa Eleonora) e si convocano le riunioni dei confratelli della Venerabile compagnia di san Domenico.
L'interno, rettangolare, è impreziosito da un ricco altare maggiore, con il dipinto della Vergine con il Bambino, e, ai lati, le statue di legno di san Domenico e dell'arcangelo Michele, attribuita all'artista fiammingo Girolamo Scaglia. Altri quadri ornano le pareti e soprattutto un organo del Seicento, in condizioni di degrado, proveniente dal palazzo ducale che, insieme a 24 poltrone, rappresenta la sola suppellettile rimasta dell'arredo originario dei della Corgna.
Assai interessante il controsoffitto ligneo a cassettoni decorato in oro e celeste con, al centro, lo stemma dei Bourbon di Sorbello, inquartato con l'arme dei Baglioni.

## Le tombe del duca Fulvio Alessandro e di Cesare Caporali
A sinistra dell'altare maggiore, una porta comunica con la cappella del Salvatore o del Suffragio, detta anche cimiteriale perché vi venivano tumulati molti castiglionesi. Il nome lo deve ad una statua lignea seicentesca del Cristo flagellato che ancora l'adorna. Lungo la parete destra del vano, diviso da una cancellata in ferro battuto, si allineano due tombe: del poeta bernesco di corte Cesare Caporali (1531-1601) e, sotto il simulacro di sant'Agostino, dell'ultimo duca di Castiglione del Lago Fulvio II Alessandro della Corgna (1589-1647). Fu questi a far trasferire qui, dalla chiesa degli agostiniani, i resti del Caporali che fu al servizio di suo padre Ascanio II. In passato furono effettuate due ricognizioni del sepolcro: nella prima le ossa dell'autore degli Orti di Mecenate giacevano sopra la cassa del duca.
La seconda consorte di Fulvio, Teresa Dudley, aveva infatti predisposta un'affrettata sepoltura facendo utilizzare un sarcofago già occupato (dal Caporali), sia per la sua morte inattesa che per la circostanza che desiderava lasciare subito Castiglione per Firenze.
Gli altri della Corgna, a partire dal famoso Ascanio I, di cui Fulvio Alessandro era il pronipote e l'ultimo erede, erano stati tumulati nella cappella di Sant'Andrea della chiesa perugina di San Francesco al Prato.

## Galleria d'immagini

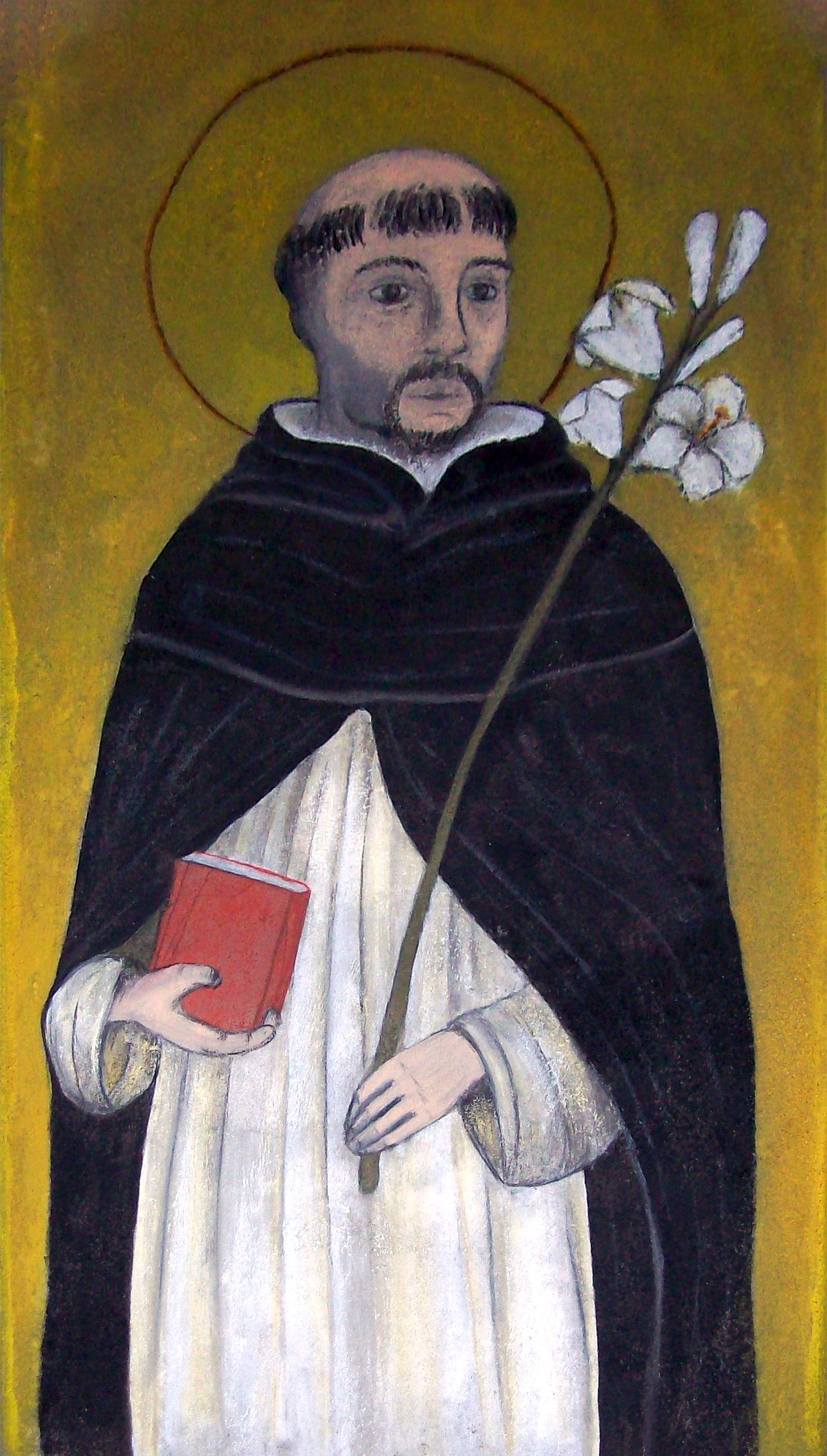
Immagine di san Domenico di Guzmán
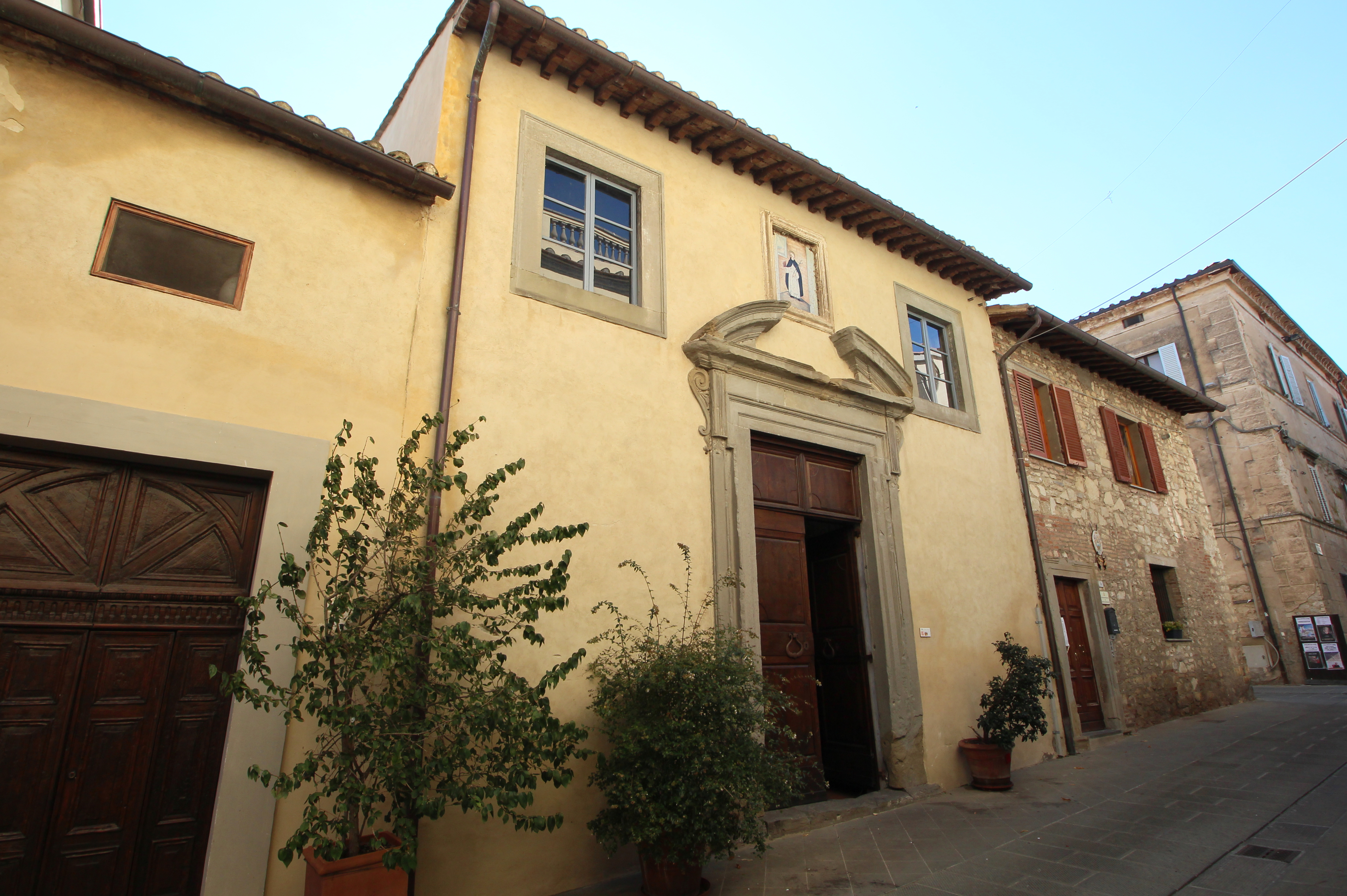
La facciata
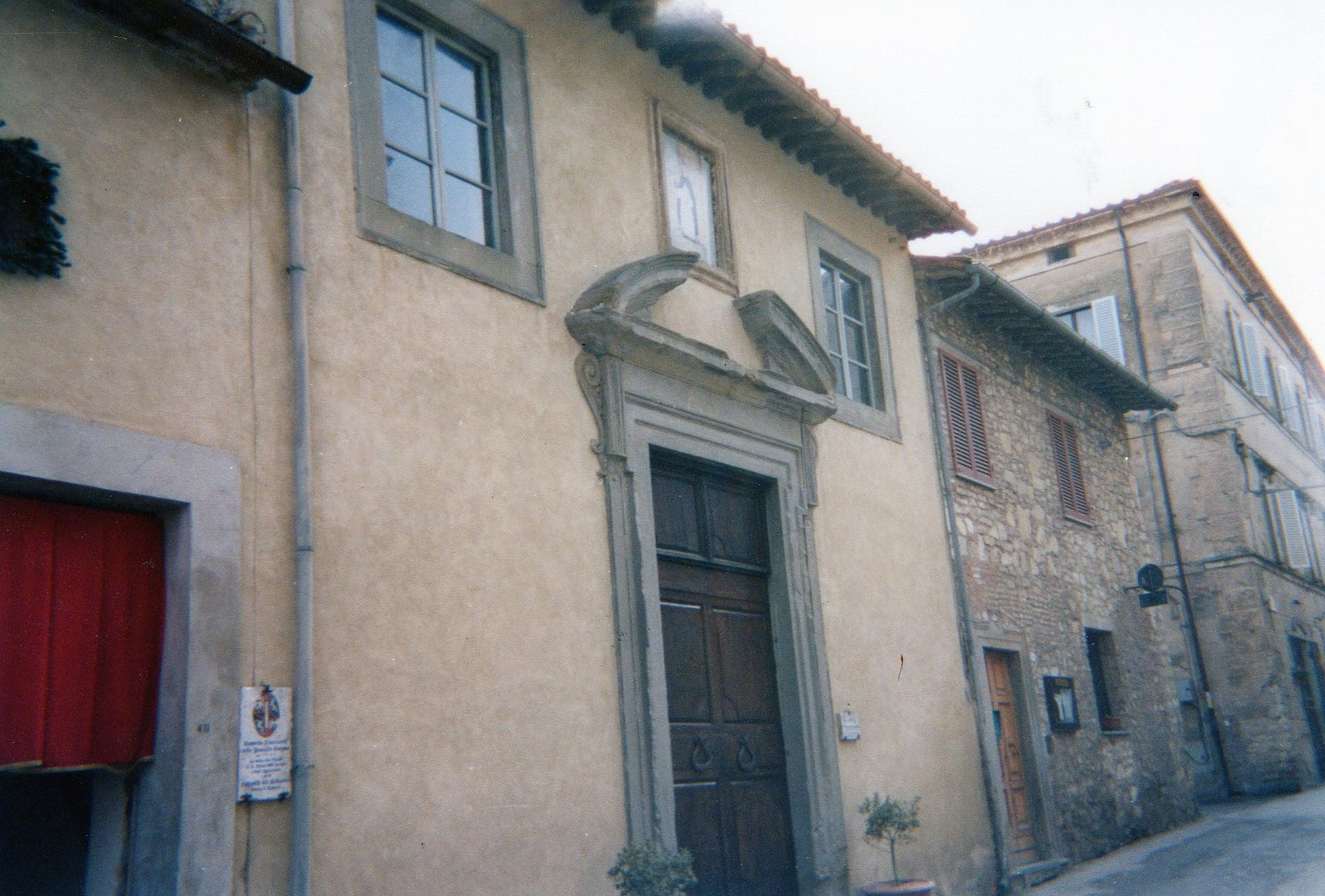
La chiesa di San Domenico in via del Forte
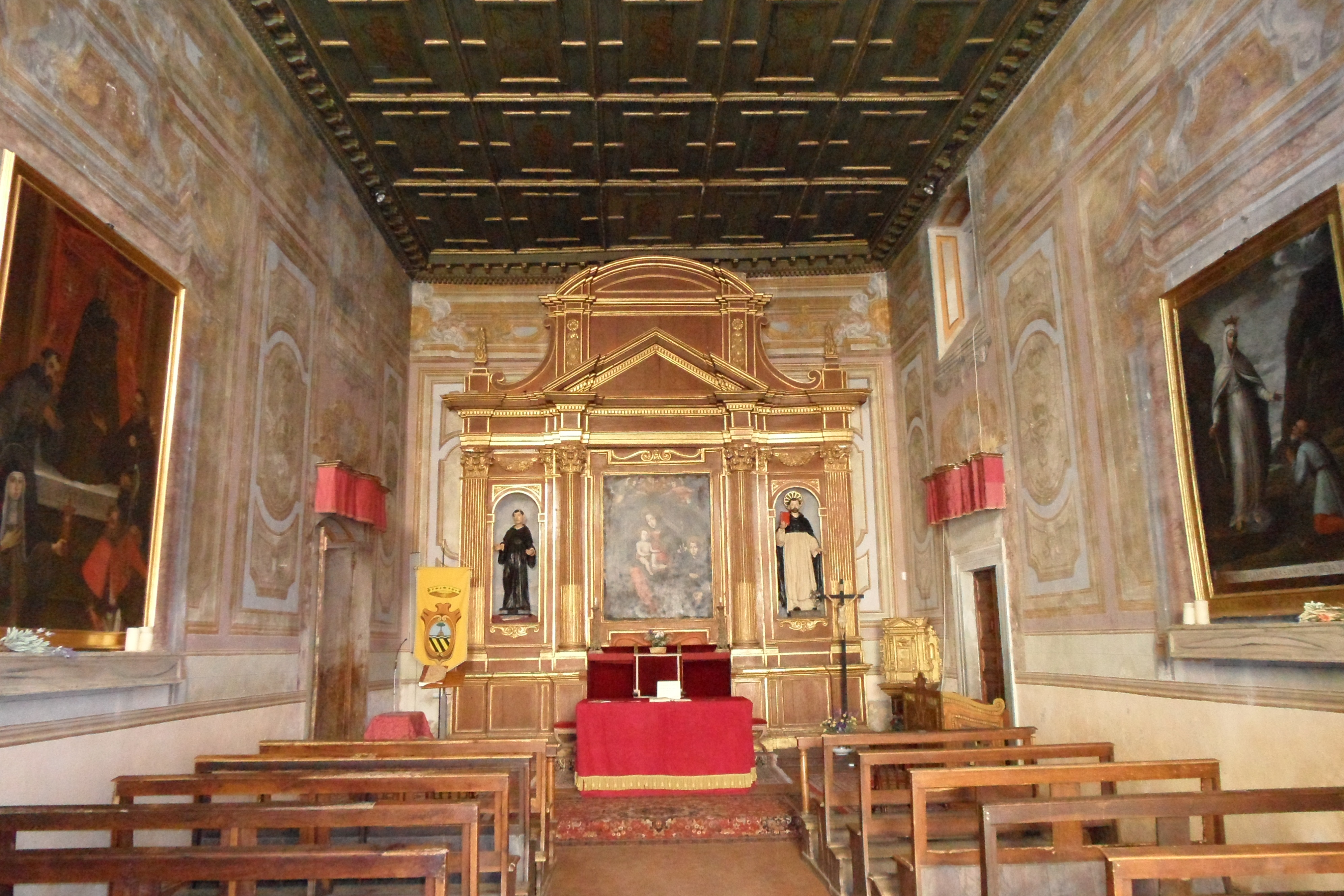
L'interno